# Haubai
Haubai (Haubein) ist ein osttimoresischer Ort im Suco Lahomea (Verwaltungsamt Maliana, Gemeinde Bobonaro). Das Dorf liegt im Norden der Aldeia Lahomea, auf einer Meereshöhe von 293 m, am Ostufer des Biapelus, ein Zufluss des Nunuras. Durch Haubai führt die Überlandstraße von der Gemeindehauptstadt Maliana zum Ort Bobonaro. Südöstlich liegt an der Straße die Dorf Lahomea, westlich des Biapelus liegt die Stadt Maliana. Nach Norden führt eine Straße nach Ma’a Hui (Suco Ritabou).